# Skårby församling
Skårby församling var en församling i Lunds stift och i Ystads kommun. Församlingen uppgick 2002 i Ljunits församling.

## Administrativ historik
Församlingen har medeltida ursprung. 
Församlingen utgjorde till 2 maj 1787 ett eget pastorat för att därefter till 2002 vara annexförsamling i pastoratet Balkåkra, Snårestad och Skårby som från 1962 även omfattade Sjörups församling och Bjäresjö församling. Församlingen uppgick 2002 i Ljunits församling.

## Kyrkor
- Skårby kyrka

Från 1867 användes tidvis Marsvinsholms kyrka, församlingskyrka för hela pastoratet.